# Белоградчишке стене
Белоградчишке стене (буг. Белоградчишки скали) су група везаних седиментних стена и конгломератских формација које се налазе на западним падинама Старе планине, у севернозападном делу Бугарске у близини града Белоградчика, по којем су ове стене и добиле име. Боје стена варирају од црвене до жуте, а неке достижу висину и до 200 м. Белоградчишке стене су необичног облика, повезане су са занимљивим легендама и у историји често именоване по људима или предметима на које их подсећају. За природну баштину проглашене су од стране бугарске Владе и представљају главну туристичку атракцију у Видинској области. На овим стенама расте угрожена и ендемска биљна врста у Бугарској, Hieracium belgradense.

## Географија
Белоградчишке стене се простиру преко западног дела Старе планине и покривају површину од 50 km². Протежу се од села Рабиша на западу до села Белотинци на истоку.
Централна група ових стена налази се у јужном делу, надомак града Белоградчика. Друга група стена налази се западно од града Белоградчика и окружене су стрмим падинама. Трећа група налази се 4 km источно од града Белоградчика и обухвата стене око Латинске капије и Липеничке пећине, док је четврта група стационирана између села Боровица и Фалковец. Пета група стена налази се између села Гургич и Белотинци.

## Геологија
Многе од ових стена са стрмим вертикалним падинама формирале су се пре неколико стотина милиона година, као резултат природних процеса ерозије, делувијалног процеса и других природних фактора.
Током тријаског периода, овај предео је био под морем. Истовремено, уништавање ранијих палеозојских стена формирало је огромне количине шљунка, песка и глине, које су реке депоновале у морски базен. Седимент се нагомилао и постепено постао дебљи слој конгломерата и пешчара.
Током Јура периода, сува клима и велике температуре формирале су велику количину гвожђа оксида, што је стенама дало црвену боју.

## Туризам
Белоградчишке стене су главна туристичка дестинација на северозападном делу Бугарске, заједно са градом Белоградчик, Белоградчишком тврђавом, Магура пећином, која се налази у околини села Рабиша и Баба Вида тврђавом која се налази у непосредној близина града Видина.
Бугарски комитет за зашититу природног окружења, прогласио је стене спомеником природе 1949. године, а оне су наведене у Бугарском националном регистру природних знаменитости 1987. године.
Године 1984. Белоградчишке стене и пећина Магура постављене су на привремену листу светске баштине Унекса. Белоградчишке стене се налазе у процесу разматрања стављања под геопарк у оквиру Европске геопарк мреже и у оквиру Унеско геопарк мреже.
 У септембру 2008. године, Белоградчишке стене ушле су међу 20 финалних локација у оквиру Европске дестинације изврности, а у јануару 2009. године, именоване су у кампањи за 7 чуда природе у Бугарској.